# Големо-Бучино
Големо-Бучино (болг. Големо Бучино) — село в Болгарии. Находится в Перникской области, входит в общину Перник. Население составляет 664 человека.

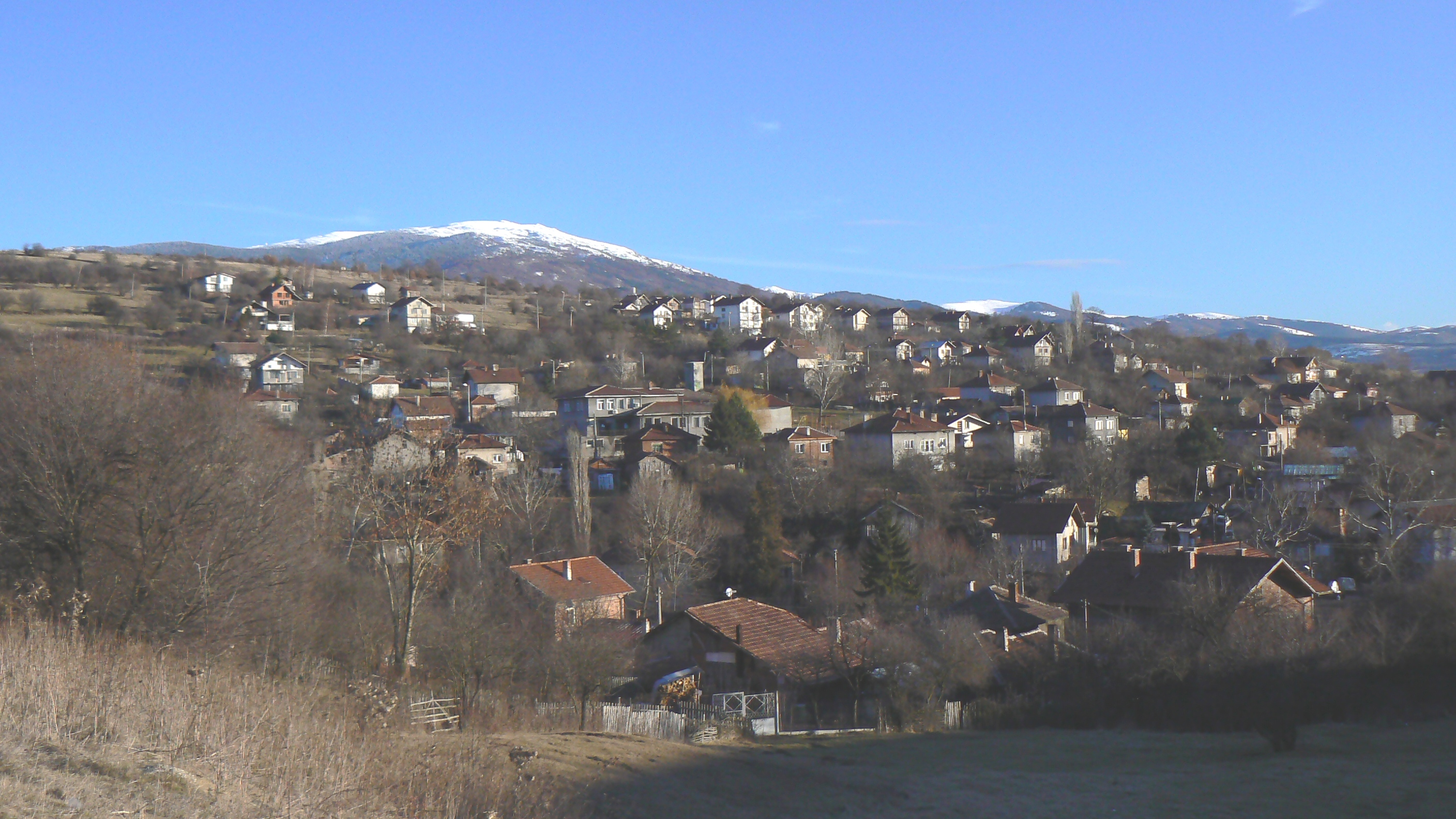

## Политическая ситуация
В местном кметстве Големо-Бучино, в состав которого входит Големо-Бучино, должность кмета (старосты) исполняет Спас Михайлов Костадинов (Национальное движение «Симеон Второй» (НДСВ)) по результатам выборов.
Кмет (мэр) общины Перник — Росица  Йорданова Янакиева (коалиция в составе 2 партий: Болгарская социал-демократия (БСД), Болгарская социалистическая партия (БСП)) по результатам выборов.